# 佐藤理恵
佐藤 理恵（さとう りえ、1980年8月14日 - ）は、東京都出身の女子ソフトボール選手（内野手）・指導者。現役時代はレオパレス21に所属。東京女子体育大学准教授・ソフトボール部監督。身長171cm。

## 経歴
両親は福島県二本松市出身。本人は東京都で育ったが、出生は福島県立医科大学附属病院。実姉は美容師。
星野女子高等学校、東京女子体育大学卒業。
2003年、レオパレス21女子ソフトボール部に入団。主将を務め、走攻守三拍子そろった遊撃手として活躍。
2004年には、日本リーグで打点王（15打点）。同年、アテネオリンピックに出場し、銅メダルを獲得。彩の国スポーツ功労賞を受賞。
2006年・2007年には2シーズン連続で日本リーグベストナインに選ばれた。
2008年の北京オリンピックでは一塁手として起用された。アメリカとの決勝戦でウイニングボールをつかみ、金メダルを獲得した。同年、紫綬褒章受章。同年12月に現役引退した。
2009年4月、母校の東京女子体育大学助教に就任する。同年8月放送の平野綾だけTVに出演した。
2018年4月から2020年3月まで、法政大学大学院体育科学研究科スポーツ健康学研究科の修士課程にて学ぶ。
2020年4月、東京女子体育大学・東京女子体育短期大学准教授に就任。

## 詳細情報

### 日本リーグ個人表彰
- 2004年 - 打点王（15打点）
- 2006年 - ベストナイン賞（遊撃手）
- 2007年 - ベストナイン賞（遊撃手）